# Olympische Sommerspiele 1948/Leichtathletik – Weitsprung (Frauen)

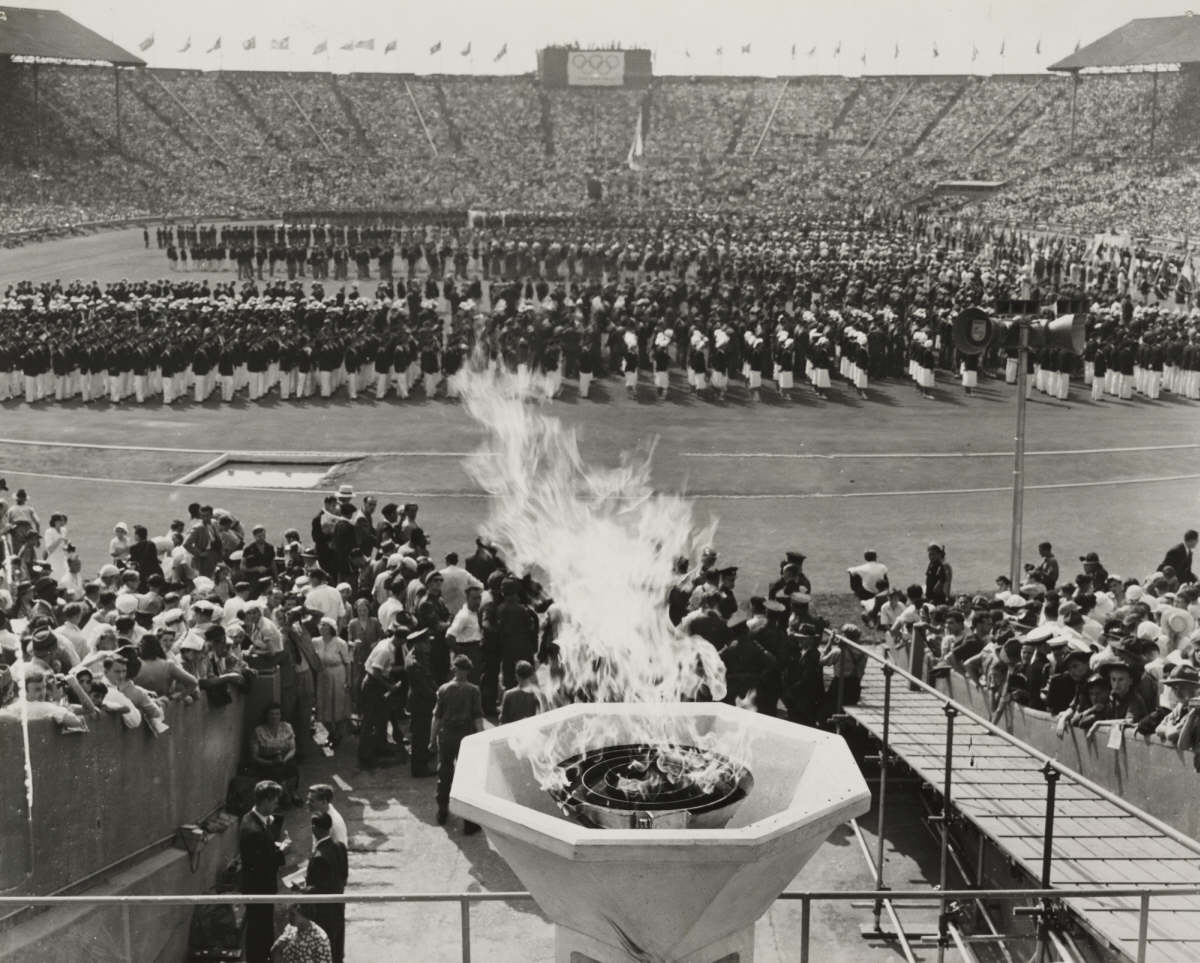
Eröffnungsfeier bei den Olympischen Spielen in London

Der Weitsprung der Frauen bei den Olympischen Spielen 1948 in London fand am 4. August 1948 im Wembley-Stadion statt. 26 Athletinnen nahmen am olympischen Debüt dieser Disziplin der Frauenleichtathletik teil.
Erste Olympiasiegerin bei diesem vorher bei Olympischen Spielen noch nicht ausgetragenen Wettbewerb wurde die Ungarin Olga Gyarmati. Sie gewann vor der Argentinierin Noëmi Simonetto und der Schwedin Ann-Britt Leyman.

## Rekorde

### Bestehende Rekorde
| Weltrekord         | 6,25 m                                      | Fanny Blankers-Koen ( Niederlande)          | Leiden, Niederlande                         | 19. September 1943                          |
| Olympischer Rekord | Wettbewerb erstmals im olympischen Programm | Wettbewerb erstmals im olympischen Programm | Wettbewerb erstmals im olympischen Programm | Wettbewerb erstmals im olympischen Programm |

### Erste olympische Rekorde
In diesem erstmals bei Olympischen Spielen ausgetragenen Wettbewerb gab es zweimal einen neuen olympischen Rekord:
- 5,640 m – Yvonne Curtet (Frankreich), Qualifikation am 4. August
- 5,695 m – Olga Gyarmati (Ungarn), Finale am 4. August

## Durchführung des Wettbewerbs
Die Teilnehmerinnen traten am 4. August in zwei Gruppen zu einer Qualifikationsrunde an. Als Qualifikationsweite waren 5,30 Meter gefordert. Zehn Springerinnen – hellblau unterlegt – erreichten oder übertrafen diese Weite und qualifizierten sich direkt für das Finale am selben Tag. Das Finalfeld wurde auf Grundlage der Weiten aus der Qualifikation mit zwei weiteren Wettbewerberinnen – hellgrün unterlegt – auf zwölf Sportlerinnen aufgefüllt.

## Legende
Kurze Übersicht zur Bedeutung der Symbolik – so üblicherweise auch in sonstigen Veröffentlichungen verwendet:
| x | ungültig |

## Qualifikation
4. August 1948, 11:00 Uhr
Anmerkungen:
- Es wurde im britischen System (Fuß, Inch) gemessen, daher werden auch die halben Zentimeter angegeben.
- Für die für das Finale qualifizierten Athletinnen sind nur die jeweiligen Bestweiten überliefert. Die Versuchsserien der in der Qualifikation gescheiterten Teilnehmerinnen sind in den folgenden Übersichten angegeben.

### Gruppe A
| Platz | Name                       | Nation         | Weite      | 1. Versuch                   | 2. Versuch                   | 3. Versuch                   |
| ----- | -------------------------- | -------------- | ---------- | ---------------------------- | ---------------------------- | ---------------------------- |
| 1     | Yvonne Curtet              | Frankreich     | 5,640 m OR | Versuchsserien nicht bekannt | Versuchsserien nicht bekannt | Versuchsserien nicht bekannt |
| 2     | Ann-Britt Leyman           | Schweden       | 5,470 m000 | Versuchsserien nicht bekannt | Versuchsserien nicht bekannt | Versuchsserien nicht bekannt |
| 3     | Gerda van der Kade-Koudijs | Niederlande    | 5,440 m000 | Versuchsserien nicht bekannt | Versuchsserien nicht bekannt | Versuchsserien nicht bekannt |
| 4     | Olga Gyarmati              | Ungarn         | 5,430 m000 | Versuchsserien nicht bekannt | Versuchsserien nicht bekannt | Versuchsserien nicht bekannt |
| 5     | Neeltje Karelse            | Niederlande    | 5,360 m000 | Versuchsserien nicht bekannt | Versuchsserien nicht bekannt | Versuchsserien nicht bekannt |
| 6     | Judy Canty                 | Australien     | 5,290 m000 | Versuchsserien nicht bekannt | Versuchsserien nicht bekannt | Versuchsserien nicht bekannt |
| 7     | Phyllis Lightbourn-Jones   | Bermuda        | 5,230 m000 | 5,195 m                      | 5,230 m                      | ?                            |
| 8     | Margaret Erskine           | Großbritannien | 5,140 m000 | 4,750 m                      | 4,725 m                      | 5,140 m                      |
| 9     | Lorna Lee                  | Großbritannien | 5,125 m000 | 5,125 m                      | 4,670 m                      | 5,040 m                      |
| 10    | Gertrudes Morg             | Brasilien      | 5,120 m000 | 5,120 m                      | 5,100 m                      | ?                            |
| 11    | June Maston                | Australien     | 5,060 m000 | 4,985 m                      | 4,940 m                      | 5,060 m                      |
| 12    | Marguerite Martel          | Frankreich     | 4,950 m000 | 4,950 m                      | x                            | 4,915 m                      |
| 13    | Milly Ludwig               | Luxemburg      | 4,505 m000 | 4,505 m                      | x                            | ?                            |
| DNS   | Spomenka Koledin           | Jugoslawien    |            |                              |                              |                              |
| DNS   | Fanny Blankers-Koen        | Niederlande    |            |                              |                              |                              |

### Gruppe B
| Platz | Name                      | Nation         | Weite   | 1. Versuch                   | 2. Versuch                   | 3. Versuch                   |
| ----- | ------------------------- | -------------- | ------- | ---------------------------- | ---------------------------- | ---------------------------- |
| 1     | Kathleen Russell          | Jamaika        | 5,610 m | Versuchsserien nicht bekannt | Versuchsserien nicht bekannt | Versuchsserien nicht bekannt |
| 2     | Noëmi Simonetto           | Argentinien    | 5,560 m | Versuchsserien nicht bekannt | Versuchsserien nicht bekannt | Versuchsserien nicht bekannt |
| 3     | Vinton Beckett            | Jamaika        | 5,435 m | Versuchsserien nicht bekannt | Versuchsserien nicht bekannt | Versuchsserien nicht bekannt |
| 4     | Maria Oberbreyer          | Österreich     | 5,350 m | Versuchsserien nicht bekannt | Versuchsserien nicht bekannt | Versuchsserien nicht bekannt |
| 5     | Ilse Steinegger           | Österreich     | 5,300 m | Versuchsserien nicht bekannt | Versuchsserien nicht bekannt | Versuchsserien nicht bekannt |
| 6     | Emma Reed                 | USA            | 5,290 m | Versuchsserien nicht bekannt | Versuchsserien nicht bekannt | Versuchsserien nicht bekannt |
| 7     | Kaisa Parviainen          | Finnland       | 5,270 m | 5,270 m                      | 5,155 m                      | ?                            |
| 8     | Lillian Young             | USA            | 5,260 m | 5,260 m                      | 5,150 m                      | ?                            |
| 9     | Silvana Pierucci          | Italien        | 5,235 m | x                            | 5,235 m                      | ?                            |
| 10    | Elaine Silburn            | Kanada         | 5,220 m | 5,220 m                      | 5,180 m                      | 5,125 m                      |
| 11    | Henryka Słomczewska-Nowak | Polen          | 5,190 m | ?                            | 5,190 m                      | ?                            |
| 12    | Jean Walraven             | USA            | 5,180 m | 4,270 m                      | 4,950 m                      | 5,180 m                      |
| 13    | Joan Shepherd             | Großbritannien | 5,005 m | 4,950 m                      | 5,005 m                      | ?                            |
| DNS   | Ilona Tolnai-Rákhely      | Ungarn         |         |                              |                              |                              |
| DNS   | Carmen Phipps             | Jamaika        |         |                              |                              |                              |

## Finale
4. August 1948, 16:30 Uhr
Anmerkungen:

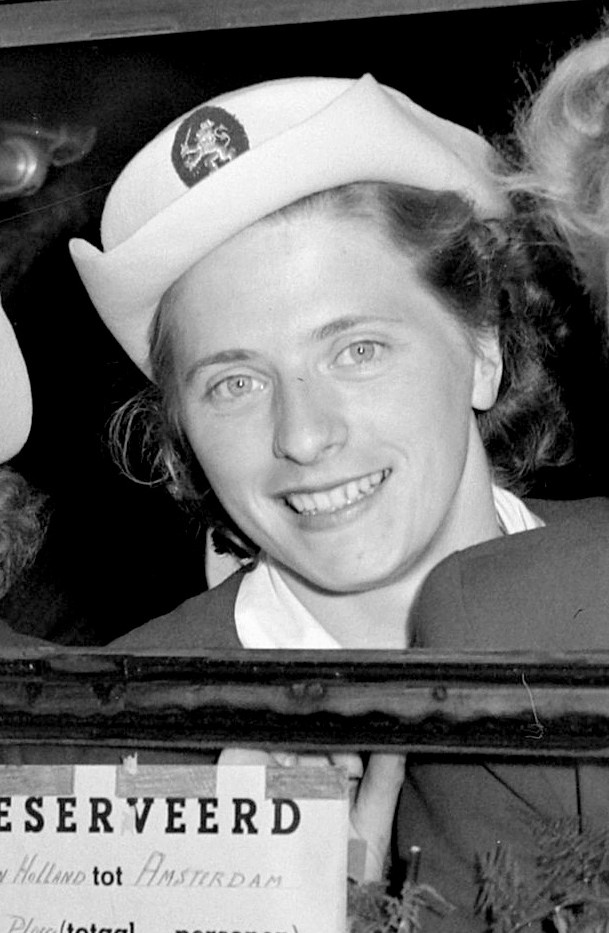
Die viertplatzierte Gerda van der Kade-Koudijs gewann drei Tage später Gold mit ihrer 4-mal-100-Meter-Staffel

- Es wurde im britischen System (Fuß, Inch) gemessen, daher werden auch die halben Zentimeter angegeben.
- Die Versuchsserien sind abgesehen von den Resultaten der drittplatzierten Ann-Britt Leyman unbekannt. Ansonsten sind nur die jeweiligen Bestweiten der Athletinnen übermittelt.
- Hier Ann-Britt Leymans Finalserie: 5,450 m – 5,490 m – 5,500 m – 5,490 m – 5,575 m – ×

| Platz | Name                       | Nation      | Weite   | Anmerkung |
| ----- | -------------------------- | ----------- | ------- | --------- |
| 1     | Olga Gyarmati              | Ungarn      | 5,695 m | OR        |
| 2     | Noëmi Simonetto            | Argentinien | 5,600 m |           |
| 3     | Ann-Britt Leyman           | Schweden    | 5,575 m |           |
| 4     | Gerda van der Kade-Koudijs | Niederlande | 5,570 m |           |
| 5     | Neeltje Karelse            | Niederlande | 5,545 m |           |
| 6     | Kathleen Russell           | Jamaika     | 5,495 m |           |
| 7     | Judy Canty                 | Australien  | 5,380 m |           |
| 8     | Yvonne Curtet              | Frankreich  | 5,350 m |           |
| 9     | Maria Oberbreyer           | Österreich  | 5,240 m |           |
| 10    | Ilse Steinegger            | Österreich  | 5,195 m |           |
| 11    | Vinton Beckett             | Jamaika     | 5,145 m |           |
| 12    | Emma Reed                  | USA         | 4,845 m |           |

Die Topfavoritin, Weltrekordhalterin Fanny Blankers-Koen, hatte sich entschieden, in London nicht im Weitsprung anzutreten, da der Wettkampf am selben Tag wie das Finale über 80 Meter Hürden stattfand. So gab es keine ausgemachte Favoritin in dem Wettkampf, den schließlich die Ungarin Olga Gyarmati vor der Argentinierin Noëmi Simonetto gewinnen konnte. Die Bronzemedaille ging an die Schwedin Ann-Britt Leyman. Die erzielten Weiten waren nicht hochklassig. Der Weltrekord lag mehr als einen halben Meter über Gyarmatis Siegesweite, die bei dieser erstmals bei Olympischen Spielen ausgetragenen Konkurrenz olympischen Rekord bedeutete.
Noëmi Simonetto gewann die erste argentinische Medaille einer Frau in der olympischen Leichtathletik. Es war zugleich auch die erste Medaille einer Frau aus Südamerika in dieser Disziplin.